# 长征七号首飞
长征七号首飞是中国载人航天工程于2016年进行的一次航天飞行任务，本任务自2016年6月25日20时00分长征七号运载火箭点火开始，至2016年6月26日15时41分多用途飞船缩比返回舱着陆结束。
该任务是中国载人航天工程“第二步”第二阶段的首次任务，是长征七号运载火箭的首次试验飞行和位于海南省的中国文昌航天发射场的首次发射任务，任务取得圆满成功。

## 任务经过
2016年6月22日，长征七号遥一运载火箭被转运至文昌航天发射场发射区。
2016年6月25日20时00分，长征七号遥一运载火箭从文昌航天发射场发射升空。604秒后载荷组合体与火箭成功分离，进入预定轨道。
6月26日15时41分，载荷之一的多用途飞船缩比返回舱在东风着陆场西南戈壁区安全着陆。由于着陆时风力较大，且返回舱未设置主动切除降落伞的功能，返回舱被大风带动主降落伞拖行了大约1公里才最终被搜救人员停住。
中央电视台对发射和返回过程进行了直播。

## 飞行载荷
本次试验飞行搭载的载荷有：

### 远征一号甲太空摆渡车
远征一号甲上面级，采用了泵压式起动技术后，推力为卫星变轨发动机的10余倍，能够加速飞行器的入轨，快速把飞行器送到预定轨道。

### 多用途飞船缩比返回舱
多用途飞船缩比返回舱是为了新一代载人飞船的研制而制造的试验飞行器。高约2.3米，最大外径2.6米，重约2600千克。
该次试验飞行的主要目的是获取返回舱飞行气动力和气动热数据，验证可拆卸防热结构设计、新型轻量化金属材料制造等关键技术，并开展黑障通信技术试验。

### 遨龙一号空间碎片主动清理飞行器
装载一台机械臂，将模拟在太空抓取废弃卫星和一些其它大碎片，并带到大气层进行烧毁，用于验证空间碎片清理技术。

### 天鸽飞行器
共两个，将组网进行相互通信以验证空间组网通信技术。

### 在轨加注实验装置
用于验证在轨推进剂补加技术。

### 翱翔之星
翱翔之星是由西北工业大学主持研制的立方星。此次发射主要验证偏振光导航技术。

## 意义
该次任务是长征七号运载火箭的首次试验飞行，长征七号被设计用于发射货运飞船以对空间站进行货物运输与推进剂补加，此次任务的成功标志着中国载人航天工程空间实验室飞行任务首战告捷，中国进入太空空间的能力大幅提升。
此次发射是海南文昌航天发射场系统的首次发射，考核了文昌航天发射场的系统执行任务能力。